# 1727 en musique classique
| \| • Retour à la chronologie générale de la musique classique • \| |
| Grèce • Rome • Haut Moyen Âge • VIIIe siècle • IXe siècle • Xe siècle • XIe siècle XIIe siècle • XIIIe siècle • XIVe siècle • XVe siècle • XVIe siècle • XVIIe siècle XVIIIe siècle • XIXe siècle • XXe siècle • XXIe siècle |
| • Retour à la chronologie générale de la musique classique • |

| Années en musique classique : 1724 - 1725 - 1726 - 1727 - 1728 - 1729 - 1730    |
| Décennies en musique classique : 1690 - 1700 - 1710 - 1720 - 1730 - 1740 - 1750 |

## Événements

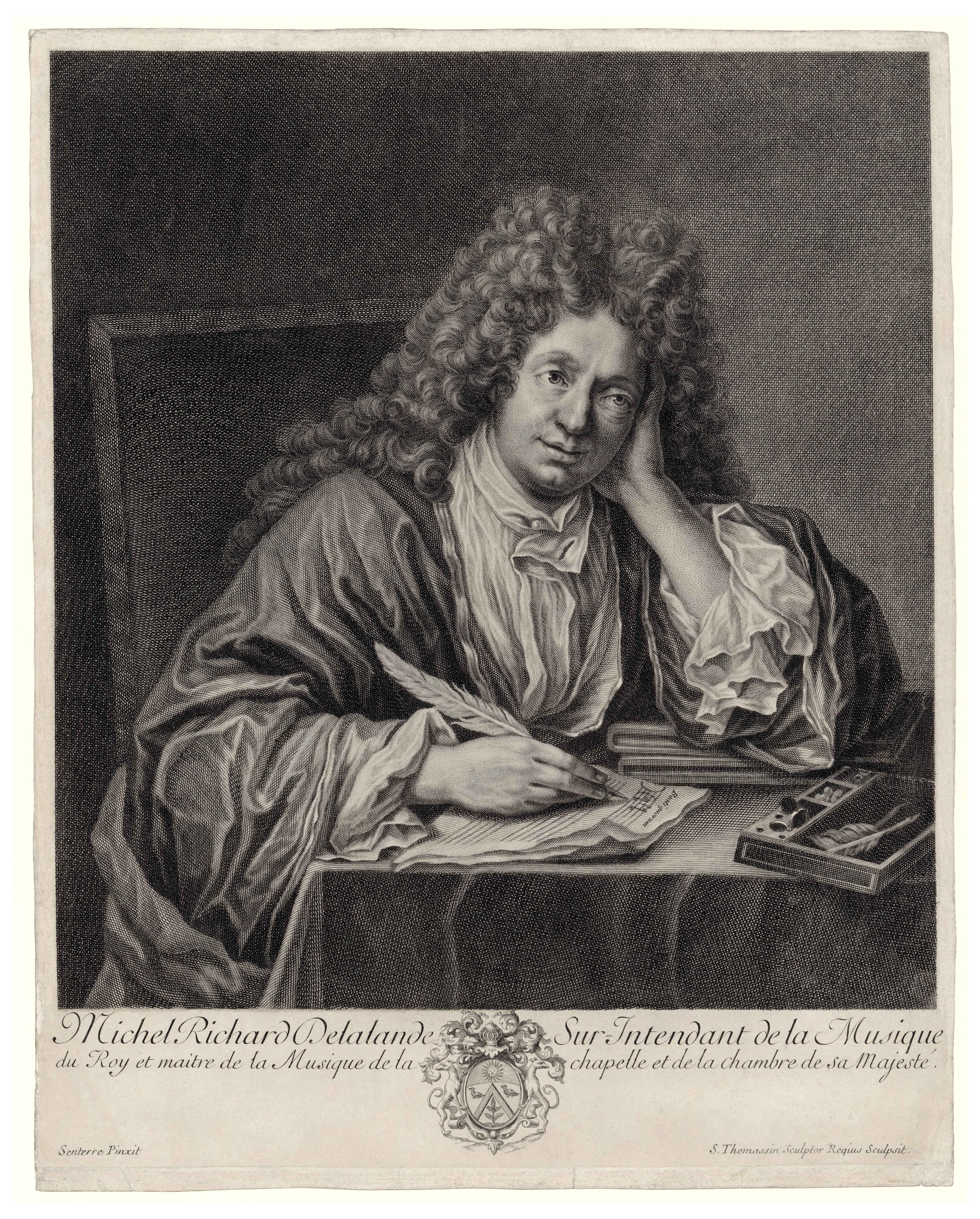
Michel-Richard Delalande, auteur notamment des Symphonies pour les soupers du roi

- 7 janvier : inauguration du Teatro Valle de Rome avec la tragédie Matilde de Simone Falconio Pratoli.
- 31 janvier : Admeto, opéra de Georg Friedrich Haendel, créé à Londres.
- 11 novembre : Riccardo Primo, opéra de Georg Friedrich Haendel, créé à Londres.
- Édition des Symphonies pour les soupers du roi, de Michel-Richard de Lalande.
- Concerts pour cinq flûtes de Boismortier.
- Jean-Sébastien Bach compose les cantates : 
  - Ach Gott, wie manches Herzeleid ;
  - Der Herr denket an uns ;
  - Entfernet euch, ihr heitern Sterne ;
  - Ich bin vergnügt mit meinem Glücke ;
  - Ich habe genug ;
  - Ich lasse dich nicht, du segnest mich denn ;
  - Ihr Tore zu Zion ;
  - Laß, Fürstin, laß noch einen Strahl.

## Naissances

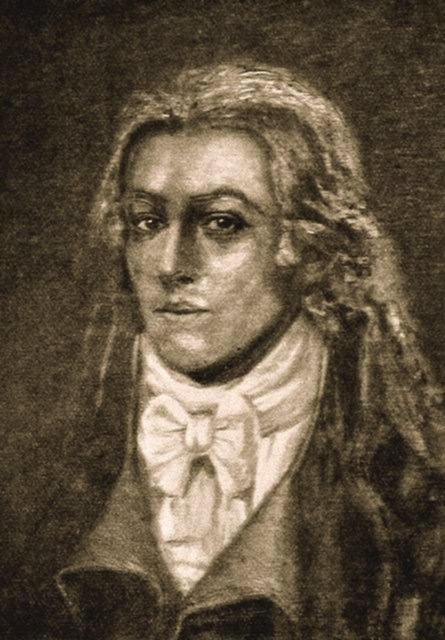
Tommaso Traetta

- 7 janvier : Pierre Montan Berton, compositeur français († 14 mai 1780).
- 25 février : Armand Louis Couperin, compositeur français († 2 février 1789).
- 14 mars : Johann Gottlieb Goldberg, claveciniste, organiste et compositeur († 13 avril 1756).
- 30 mars : Tommaso Traetta, compositeur italien († 6 avril 1779).
- 5 avril : Pasquale Anfossi, compositeur italien († 1797).
- 7 avril : Henri Hardouin, compositeur français († 13 août 1808).
- 12 avril : Gaspare Gabellone (it), compositeur italien d'opéras et de musique sacrée de la période classique. († 27 mars 1796)
- 11 juin : Joseph-Barnabé Saint-Sevin dit L'Abbé le Fils, violoniste et compositeur français († 25 juillet 1803).
- 3 octobre : Johann Wilhelm Hertel, compositeur allemand († 14 juin 1789).
- 23 octobre : Joseph Touchemoulin, violoniste et compositeur français († 25 octobre 1801).
- 29 novembre : Giuseppe Petrosellini, librettiste italien († 1799).

Date indéterminée
- François Martin, violoncelliste et compositeur français († 1757).

## Décès
- 22 février : Francesco Gasparini, compositeur italien (° 19 mars 1661).
- 21 mars : Dirck Scholl, organiste, carillonneur et compositeur néerlandais (° vers 1641).
- 2 mai : Giuseppe Maria Jacchini, violoncelliste et compositeur italien (° 16 juillet 1667).
- 14 août : William Croft, compositeur anglais (° 30 décembre 1678).
- août : Theobaldo di Gatti, musicien français de naissance italienne (° vers 1650).
- 27 octobre : Joseph de Torres y Vergara, organiste et compositeur mexicain (° 1661).
- novembre : Johann Sigismund Kusser, compositeur allemand  (° 13 février 1660).
- 1er décembre : Johann Heinrich Buttstett, compositeur, organiste et théoricien allemand (° 25 avril 1666).

Date indéterminée
- Daniel Roseingrave, organiste et compositeur anglais.
- Jean-Baptiste Buterne, organiste français (° vers 1650).